# كلارنس دايتون هيلمان
كلارنس دايتون هيلمان (بالإنجليزية: Clarence Dayton Hillman)‏ هو رائد أعمال أمريكي، ولد في 1870، وتوفي في 1935.